# Dywizja Piechoty Berlin
Dywizja Piechoty Berlin – niemiecka dywizja z czasów II wojny światowej.
Sformowana na poligonie Döberitz na mocy rozkazu z 1 lutego 1945, poza falą mobilizacyjną w III Okręgu Wojskowym. Początkowo nosiła nazwę 309 Dywizja Piechoty, 7 lutego zmienioną na Dywizja Piechoty Berlin.

## Struktura organizacyjna
- Struktura organizacyjna w lutym 1945:

Pułk wartowniczy Großdeutschland, 652. i 653. pułk grenadierów, 309. pułk artylerii, 309. batalion pionierów, 309. dywizyjny batalion fizylierów, 309. oddział przeciwpancerny, 309. oddział łączności, 309. polowy batalion zapasowy.

## Dowódca dywizji
- Generalleutnant Heinrich Voigtsberger 1 II 1945 – IV 1945.

## Szlak bojowy
Dywizja weszła w skład CI Korpusu Armijnego z 9 Armii. Skierowana została na front wschodni pod Letschin. W marcu 1945 toczyła walki o Kostrzyn. Rozbita została w czasie bitwy pod Halbe.